# Ceratotrocha franzi
Ceratotrocha franzi är en hjuldjursart som beskrevs av Donner 1949. Ceratotrocha franzi ingår i släktet Ceratotrocha och familjen Philodinidae. Inga underarter finns listade i Catalogue of Life.